# Manfred Dörler
Manfred Dörler (* 27. Dezember 1941 in Bregenz; † 15. Juli 2004 in Hard) war ein österreichischer Politiker (ÖVP). Er war von 1989 bis zu seinem Tod Abgeordneter zum Vorarlberger Landtag und stand diesem seit 1999 als Landtagspräsident vor.

## Ausbildung und Beruf
Manfred Dörler wurde am 27. Dezember 1941 als Sohn des Harder Gemeindekassiers Bernhard Dörler und dessen Ehefrau Josefine in der Vorarlberger Landeshauptstadt Bregenz geboren. Anschließend wuchs er in seinem Heimatort Hard am Vorarlberger Bodenseeufer auf. In seiner Heimatgemeinde besuchte er zunächst Volks- und Hauptschule, ehe er an die Handelsakademie Bregenz wechselte, die er im Jahr 1959 mit Matura abschloss. 
Von 1959 bis 1977 arbeitete er zunächst als Angestellter und im weiteren Verlauf als Prokurist bei der Maschinenfabrik Künz in Hard. Ab 1977 war Manfred Dörler beruflich als Geschäftsführer beim Institut für Sozialdienste (IfS) angestellt. Seine berufliche Tätigkeit in der Privatwirtschaft stellte Dörler erst ein, als er im März 1997 zum Klubobmann der ÖVP-Landtagsfraktion gewählt wurde.

## Politische Karriere
1975 wurde Manfred Dörler erstmals politisch tätig, als er für die ÖVP Vorarlberg erstmals in die Gemeindevertretung seiner Heimatgemeinde gewählt wurde. In der Harder Gemeindevertretung war er fortan bis 1980 Obmann des Schulausschusses, von 1980 bis 1995 Mitglied des Sozialausschusses und von 1985 bis 1990 Obmann des Umweltausschusses.
Erstmals in den Vorarlberger Landtag gewählt wurde Manfred Dörler bei der Landtagswahl am 8. Oktober 1989, weshalb er am 22. November 1989 zum ersten Mal als Abgeordneter des Landtags angelobt wurde. Er war bei dieser Wahl einer der Nachrückerkandidaten der Volkspartei, der durch den Mandatsverzicht von Landeshauptmann Herbert Sausgruber zum Zug kam. Bei seiner zweiten Wahl in den Landtag rückte er ebenfalls für ein Mitglied der Landesregierung, Landesrat Erich Schwärzler, auf dessen Mandat nach. Vom 2. April 1997 bis zum 3. Oktober 1999 übte er im Landtag die Funktion des ÖVP-Klubobmanns aus, anschließend wurde er in der konstituierenden Sitzung des 27. Vorarlberger Landtags am 5. Oktober 1999 zum Landtagspräsidenten gewählt, was er bis zu seinem Tod am 15. Juli 2004 blieb.
Seit 17. Juni 1998 war Dörler zudem Aufsichtsratsvorsitzender der Vorarlberger gemeinnützigen Wohnungsbau- und Siedlungsgesellschaft. Innerhalb der Vorarlberger Volkspartei war Dörler bis zu seinem Tod seit 1992 Landesobmann des ÖAAB Vorarlberg sowie Landesparteiobmann-Stellvertreter.

## Privatleben
Dörler war seit dem 25. September 1965 mit Johanna Köstenbauer verheiratet, mit der er zwei gemeinsame Töchter und einen Sohn hatte.

## Auszeichnungen
- Goldenes Ehrenzeichen des Landes Vorarlberg (1999)
- Verleihung des Bregenzer Stadtsiegels (2001)
- Silberner Steinbock der Pfadfinder und Pfadfinderinnen Österreichs